# Libnotes (Libnotes) elata
Libnotes (Libnotes) elata is een tweevleugelige uit de familie steltmuggen (Limoniidae). De soort komt voor in het Oriëntaals gebied.